# Claude Machin
Pour les articles homonymes, voir Machin.
Claude Machin, né le 9 septembre 1921 à Nice et mort le 25 juillet 1978 au Maroc, est un enfant acteur français.

## Biographie
Fils du cinéaste Alfred Machin et de l'actrice Germaine Lecuyer, il joue enfant dans quatre films de son père, dont le rôle-titre dans le long-métrage Robinson Junior (1929) connu aussi sous le titre Black and White. Dans le générique son nom apparaît sous la forme le petit Claude Machin. Il était aussi surnommé Cloclo.
Alfred Machin utilisera également d'autres jeunes acteurs interprétant des rôles d'enfants notamment l'acteur belge Fernand Gravey qui avait 8 ans dans son premier rôle dans Saïda a enlevé Manneken-Pis en 1913. Il en est de même pour Blanche Montel, née en 1902, qui tiendra également un rôle d'enfant de 11 ans dans La Fille de Delft de 1914 et Maurice Mathieu qui commencera à jouer en 1911 à l'âge de 5 ans dans Le Dévouement d'un gosse et en 1912 dans le Calvaire du mousse avec Germaine Lecuyer.
Il exerce depuis 1941 comme garagiste au Maroc,.
Il meurt au Maroc le 25 juillet 1978 (à 56 ans).

## Filmographie
- 1924 : L'Énigme du Mont Agel, d'Alfred Machin : Claude Stevens
- 1924 : Les Héritiers de l'oncle James / Les Millions de l'oncle James, d'Alfred Machin et Henry Wulschleger : l'enfant
- 1925 : Le Cœur des gueux / Humanité, d'Alfred Machin et Henry Wulschleger : Cloclo, le fils de Claude Privat
- 1929 : Robinson Junior / Black and white, d'Alfred Machin : Robinson[4].